# 江別市立江別第一中学校
江別市立江別第一中学校（えべつしりつ えべつだいいちちゅうがっこう）は、北海道江別市上江別西町に所在する公立中学校。

## 沿革
年表
- 1947年（昭和22年）- 創立、江別町立江別第一中学校が開校（江別小学校に併置）、美原分校を設置[1]。
- 1948年（昭和23年）- 校章制定[1][2]。
- 1950年（昭和25年）- 校舎建設期成会設立、校舎建築工事着工[1]。
- 1951年（昭和26年）- 校舎完成[1]。
- 1952年（昭和27年）- 校歌（作詞：石森延男、作曲：下総皖一）[3]・校旗制定[1]。
- 1953年（昭和28年）- 美原分校が美原中学校[注 1]として独立[1]。
- 1954年（昭和29年）- 市制施行により江別市立江別第一中学校に改称。
- 1958年（昭和33年）- 特殊学級認可[1]。
- 1961年（昭和36年）- 第三期工事着工、校舎増築工事完成[1]。
- 1966年（昭和41年）- 校舎外装工事、教室内部塗装工事[1]。
- 1983年（昭和58年）- 江陽中学校が分離[1]。
- 1987年（昭和62年）- トイレ水洗化[1]。
- 1988年（昭和63年）- 特別支援（肢体不自由）学級を開設[1]。
- 1990年（平成2年）- テニスコート整備工事[1]。
- 1991年（平成3年）- 大規模改修工事完了[1]。
- 1992年（平成4年）- 新体育館完成[1]。
- 1993年（平成5年）- 校舎大改修工事完了[1]。
- 1998年（平成10年）- 校舎改修工事完了[1]。
- 2002年（平成14年）- トイレ改修、給食配膳室、4教室増築工事完了[1]。
- 2004年（平成16年）- グランド改修工事完了[1]。
- 2007年（平成19年）- 石炭庫跡地に教材室設置[1]。
- 2008年（平成20年）- 特別支援学級教室増築[1]。
- 2014年（平成26年）- 新校舎建設着工[1]。
- 2015年（平成27年）- 新校舎完成し移転[1]。
- 2022年（令和4年）- 制服を変更、登校支援教室開設[1]。
- 2024年（令和6年）- 体育館照明LED化工事完了[1]。

## 教育目標
- 「みがかれた知性」自ら進んで学び未来を創造する生徒[4]。
- 「きよらかな愛情」豊かな心を持ち互いに協力して生活を高める生徒[4]。
- 「おおらかな希望」強い意志と体力を持ち、進んで努力する生徒[4]。

## 学校行事
学校行事は以下の通り。
- 4月 - 前期始業式、入学式、標準学力検査NRT・知能検査（1年）、知能検査（1年）
- 5月 - 修学旅行（3年）、体育祭
- 6月 - 前期中間テスト
- 7月 - 二者懇談、宿泊学習（2年）、夏季休業
- 8月 -
- 9月 - 学力テストA（3年）、前期期末テスト
- 10月 - 文化祭、学力テストB（3年）、前期終業式、秋季休業、後期始業式、職場体験（2年）
- 11月 - 後期中間テスト（3年）、学力テストC（3年）、学力テスト（1・2年）、後期中間テスト（1・2年）、三者懇談
- 12月 - 学年末テスト（3年）、冬季休業
- 1月 -
- 2月 - 学年末テスト（1・2年）
- 3月 - 卒業式、修了式、年度末休業

## 部活動
全国大会のみ掲載。
体育部
- 野球部[6]
- サッカー部
- 男子バスケットボール部
- 女子バスケットボール部
- 男子バレーボール部
- 女子バレーボール部
- 男子ソフトテニス部
  - 全国中学校ソフトテニス大会
    - 男子団体出場（2017年 - 2019年）、個人出場（2009年、2015年 - 2018年）[1]
- 女子ソフトテニス部
  - 全国中学校ソフトテニス大会
    - 女子団体出場（2021年）、個人出場（2013年、2019年、2022年）[1]
- 男子卓球部
- 女子卓球部
- 剣道部

文化部
- 吹奏楽部
- 美術部

個人
- スキー
  - 全国中学校スキー大会
    - 男子コンバインド出場（2009年 - 2010年）[1]
    - スペシャルジャンプ 女子個人出場（2022年 - 2024年）[1]
- 体操
  - 全国中学校新体操選手権大会 女子個人出場（2014年）[1]
  - 全国中学校体操競技選手権大会 個人出場（2016年）[1]
- 水泳
  - 全国中学校水泳競技大会 女子400MR 出場（2009年）[1]

## 通学区域
通学区域は以下の通り。
- 1条1丁目 - 3丁目
- 2条1丁目 - 6丁目
- 3条1丁目 - 6丁目
- 4条1丁目 - 7丁目
- 5条1丁目 - 7丁目
- 6条5丁目 - 8丁目
- 7条6丁目 - 8丁目
- 8条8丁目
- 萩ケ岡
- 上江別東町
- 上江別西町
- 上江別南町
- ゆめみ野東町
- ゆめみ野南町
- 王子の一部
- 一番町の一部
- 弥生町の一部
- 上江別の一部
- 東野幌の一部

## 出身小学校
- 江別市立上江別小学校
- 江別市立江別第一小学校

## 交通アクセス
鉄道
- 北海道旅客鉄道（JR北海道）函館本線「高砂駅」より徒歩12分。

バス
- 夕鉄バス
  - 札幌線（あけぼの）「5丁目通」停留所下車、徒歩6分[8]。
  - 札幌代行線（南幌）「一中前」停留所下車、徒歩3分[8]。（1日3便のみ[9]）